# Kastelbell-Tschars
Kastelbell-Tschars ([ˌkastl̩ˈbɛl-tʃaˑrs]; italienisch Castelbello-Ciardes) ist eine Gemeinde mit 2382 Einwohnern (Stand 31. Dezember 2023) im Vinschgau in Südtirol (Italien). Sie umfasst mehrere Siedlungen beiderseits der Etsch. Bekannt ist sie für ihre mittelalterlichen Burgen Schloss Juval und Schloss Kastelbell.

## Geographie
Kastelbell-Tschars befindet sich im Vinschgau. Die Siedlungen der Gemeinde sind beiderseits der Etsch verteilt, teils im Talboden des Etschtals, teils in Hanglage. Kastelbell (600 m), Galsaun (575 m) und Tschars (636 m) liegen auf der orographisch linken, nördlichen Talseite. Darüber bieten die Hänge des Sonnenbergs der Streusiedlung Trumsberg (1350–1600 m) Platz. Auf der gegenüberliegenden Seite der Etsch befinden sich Marein (600 m) und Latschinig (660 m) sowie – an den dahinter ansteigenden Hängen des Nördersbergs – die Gehöfte von Freiberg (850–1300 m) und Tomberg (650–1300 m).
Nordseitig erheben sich Gipfel der Ötztaler Alpen, die hier zum Saldurkamm gerechnet werden (darunter die Trumsspitze, 2914 m). Der Kamm fällt gegen Osten ins Schnalstal ab, dessen Eingangsbereich unter Juval bis zum Schnalser Bach teilweise zum Gemeindegebiet von Kastelbell-Tschars gehört. Südseitig wird das Etschtal von Gipfeln des Zufrittkamms der Ortler-Alpen überragt (etwa dem Hohen Dieb, 2730 m).

## Geschichte
Das Gebiet war in der vorchristlichen Zeit spärlich besiedelt, etwa in Montalban oder Zirmtal, sowie auf den Anhöhen von Burg Hochgalsaun und Schloss Juval.
Kastelbell wurde erstmals 1286 als Castelbel erwähnt und kann von lateinisch castellum bellum ‚schöne Festung‘ kommen. Gemeint ist das Schloss Kastelbell. Tschars ist 1183 in einem Privileg Herzog Welfs VI. zugunsten des Prämonstratenserstifts Steingaden als Ardis erstgenannt und scheint aus einer älteren Sprache zu kommen.
Die Gemeinde in ihrer heutigen Ausdehnung geht auf das Jahr 1929 zurück, als die bis dato eigenständigen Gemeinden Kastelbell, Tschars, Galsaun, Latschinig und Tomberg fusioniert wurden.

## Politik
Bürgermeister seit 1952:
- Ernst Pircher: 1952–1960
- Hubert Pohl: 1960–1964
- Johann Ausserer: 1964–1993
- Josef Alber: 1993–2010
- Gustav Tappeiner: seit 2010

## Bevölkerung
Kastelbell-Tschars ist gemäß den erhobenen Sprachgruppenzugehörigkeitserklärungen bzw. Sprachgruppenzuordnungserklärungen eine weitgehend deutschsprachige Gemeinde. Als Berechnungsgrundlage der folgenden Prozentwerte wurden die gültigen Erklärungen von Personen mit italienischer Staatsbürgerschaft herangezogen.
| Sprache     | 1981    | 1991    | 2001    | 2011    | 2024    |
| ----------- | ------- | ------- | ------- | ------- | ------- |
| Deutsch     | 97,26 % | 98,68 % | 98,86 % | 98,72 % | 98,18 % |
| Italienisch | 2,74 %  | 1,24 %  | 1,05 %  | 1,28 %  | 1,77 %  |
| Ladinisch   | 0,00 %  | 0,09 %  | 0,09 %  | 0,00 %  | 0,05 %  |

## Bildung
In Kastelbell-Tschars gibt es Bildungseinrichtungen für die deutsche Sprachgruppe. Zu diesen gehören zwei Kindergärten und zwei Grundschulen in Kastelbell und in Tschars.

## Verkehr
Für den Kraftverkehr ist die Gemeinde in erster Linie durch die SS 38 erschlossen. Mit den Haltepunkten der Vinschgaubahn Kastelbell (liegt in Marein) und Tschars ist die Gemeinde an das öffentliche Eisenbahnnetz angeschlossen.

## Sehenswürdigkeiten

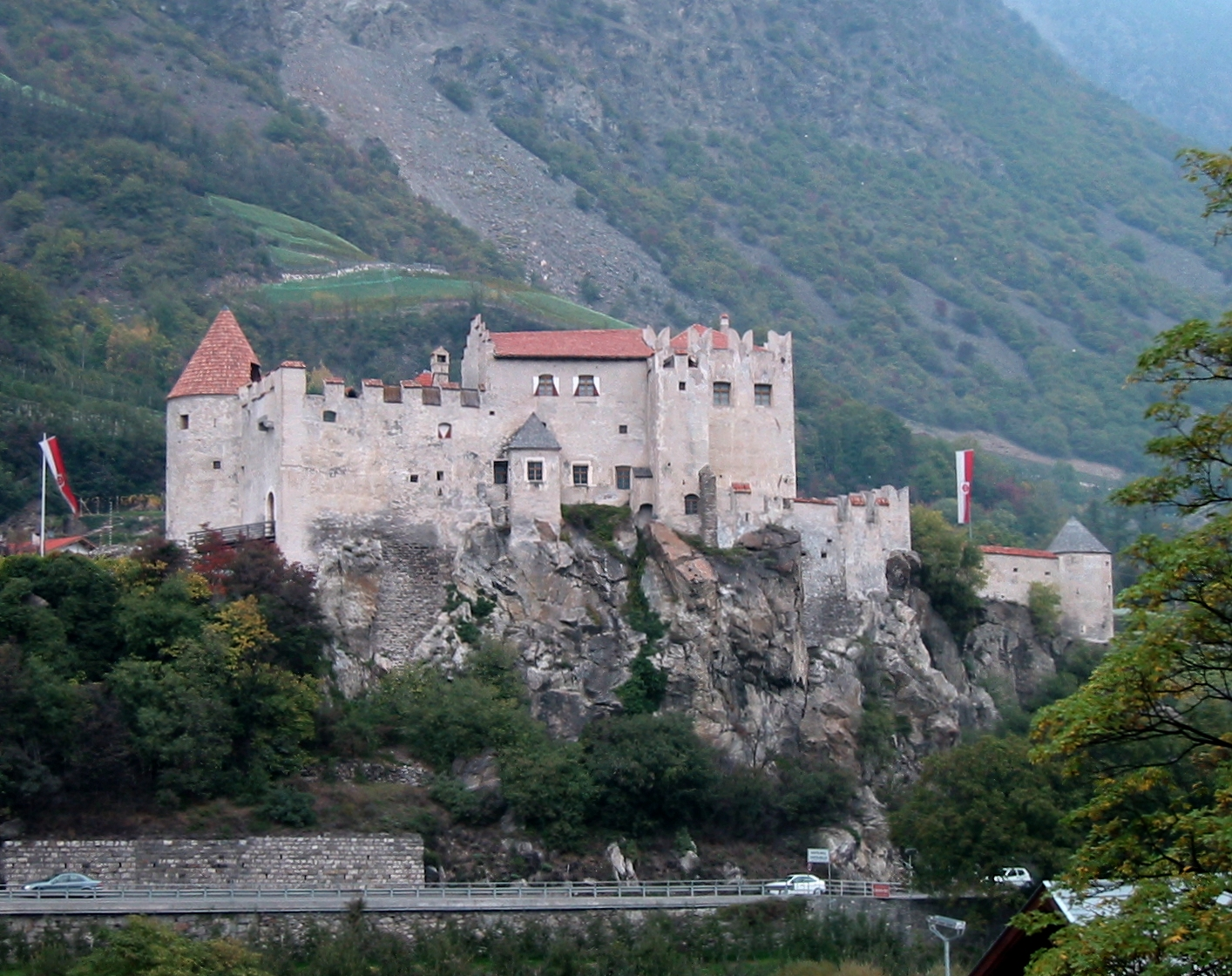
Schloss Kastelbell (von Marein aus gesehen)

- Der Waalweg wird in zahlreichen Wanderführern beschrieben. Dieser ist ein beliebter Spazierweg für Einheimische und Touristen.
- Schloss Kastelbell
- Schloss Juval, die Sommerresidenz von Reinhold Messner.
- Ruine Hochgalsaun, welche den Montalbanern gehörte.[6]

## Weinbau
Mit 25,5 ha ist Kastelbell-Tschars die größte Weinbaugemeinde im Vinschgau. Das in Ost-West-Richtung verlaufende Tal ist geprägt von einem trockenen Mikroklima mit weniger als 500 mm Jahresniederschlag, vielen Sonnenstunden, warmen Tagen und frischen Nächten. Dieses Klima begünstigt den Weinbau und das Terroir in und um Kastelbell-Tschars. Der Weinbau spielt in folgenden Fraktionen eine Rolle: Kastelbell, Galsaun, Tschars und Juval. Es reifen Trauben der Sorten Chardonnary, Weißburgunder, Ruländer, Gewürztraminer, Riesling, Vernatsch, Zweigelt und Blauburgunder.